# Championnat d'Espagne masculin de handball 2017-2018
Navigation
Liga ASOBAL 2016-2017 Liga ASOBAL 2018-2019
Le Championnat d'Espagne masculin de handball 2017-2018 est la soixante-septième édition de cette compétition.
Le FC Barcelone a remporté son 25e titre, mais il a concédé en fin de saison une défaite pour la première fois depuis 146 matchs et presque cinq ans d’invincibilité.

## Classement
|    | Équipe                               | Pts | J  | G  | N | P  | Bp  | Bc  | Diff |
| -- | ------------------------------------ | --- | -- | -- | - | -- | --- | --- | ---- |
| 1  | FC Barcelone (T, S, A, R)            | 57  | 30 | 28 | 1 | 1  | 996 | 699 | 297  |
| 2  | CB Ademar León                       | 43  | 30 | 20 | 3 | 7  | 841 | 781 | 60   |
| 3  | BM Granollers                        | 42  | 30 | 20 | 2 | 8  | 877 | 847 | 30   |
| 4  | Naturhouse La Rioja                  | 41  | 30 | 19 | 3 | 8  | 903 | 814 | 89   |
| 5  | BM Encantada Cuenca                  | 37  | 30 | 17 | 3 | 10 | 812 | 776 | 36   |
| 6  | Helvetia Anaitasuna                  | 36  | 30 | 16 | 4 | 10 | 828 | 833 | -5   |
| 7  | BM Huesca                            | 33  | 30 | 15 | 3 | 12 | 799 | 786 | 13   |
| 8  | ADC Guadalajara                      | 29  | 30 | 12 | 5 | 13 | 821 | 845 | -24  |
| 9  | CD Atlético Valladolid               | 28  | 30 | 13 | 2 | 15 | 843 | 844 | -1   |
| 10 | Bidasoa Irún                         | 27  | 30 | 12 | 3 | 15 | 818 | 813 | 5    |
| 11 | Club Balonmano Benidorm              | 25  | 30 | 10 | 5 | 15 | 778 | 817 | -39  |
| 12 | CB Puente Genil                      | 19  | 30 | 8  | 3 | 19 | 774 | 827 | -53  |
| 13 | CB Cangas (Frigoríficos del Morrazo) | 19  | 30 | 8  | 3 | 19 | 750 | 840 | -90  |
| 14 | SD Teucro (P)                        | 18  | 30 | 7  | 4 | 19 | 791 | 879 | -88  |
| 15 | CB Puerto Sagunto                    | 13  | 30 | 5  | 3 | 22 | 759 | 872 | -113 |
| 16 | BM Zamora (P)                        | 13  | 30 | 5  | 3 | 22 | 737 | 854 | -117 |

|     | Champion d'Espagne 2017-2018                             |
|     | Qualification pour la Ligue des champions                |
|     | Qualification pour la coupe de l'EHF                     |
|     | Relégation en División de Honor Plata (D2)               |
| (T) | Tenant du titre                                          |
| (R) | Vainqueur de la Coupe du Roi                             |
| (A) | Vainqueur de la Coupe ASOBAL                             |
| (S) | Vainqueur de la Supercoupe                               |
| (P) | Promu de División de Honor Plata (D2) en début de saison |

Source : http://asobal.es/liga.php
|}

## Statistiques et récompenses

### Récompenses
À l'issue du championnat d'Espagne dominé par le FC Barcelone qui a remporté tous les titres nationaux, l'équipe-type de la saison est :
| Poste           | Joueur                      | Équipe               |
| --------------- | --------------------------- | -------------------- |
| Meilleur joueur | Adrià Figueras (2)          | BM Granollers        |
| Gardien de but  | Gonzalo Pérez de Vargas (3) | FC Barcelone         |
| Ailier gauche   | Ángel Fernández Pérez (3)   | CB Ciudad de Logroño |
| Arrière gauche  | Alejandro Costoya (2)       | CB Ademar León       |
| Demi-centre     | Raúl Entrerríos (6)         | FC Barcelone         |
| Arrière droit   | Imanol Garciandia           | CB Ciudad de Logroño |
| Ailier droit    | Kauldi Odriozola            | CD Bidasoa Irún      |
| Pivot           | Adrià Figueras              | BM Granollers        |
| Défenseur       | Viran Morros                | FC Barcelone         |
| Entraîneur      | Antonio Rama                | BM Granollers        |
| Espoir          | Yoan Balázquez              | SD Teucro            |

### Meilleurs buteurs
| Rang | Joueur             | Club                | Buts | Matchs | Moy. |
| ---- | ------------------ | ------------------- | ---- | ------ | ---- |
| 1    | José María Márquez | Quabit Guadalajara  | 196  | 30     | 6,53 |
| 2    | Ángel Fernández    | BM Logroño La Rioja | 174  | 28     | 6,21 |
| 3    | Leonardo Dutra     | BM Encantada Cuenca | 168  | 27     | 6,22 |
| 4    | Yoan Balázquez     | SD Teucro           | 165  | 28     | 5,89 |
| 5    | Valero Rivera      | FC Barcelone        | 159  | 29     | 5,48 |
| 5    | Alejandro Costoya  | CB Ademar León      | 159  | 30     | 5,30 |

Remarque : Johan Boisedu possède la meilleure moyenne de but de la saison avec 152 buts marqués en 23 matchs, soit 6,61 buts par match.

### Meilleurs gardiens de but
| Rang | Joueur                | Club                   | Arrêts | Tirs | % Arr. |
| ---- | --------------------- | ---------------------- | ------ | ---- | ------ |
| 1    | José Javier Hombrados | BM Guadalajara         | 365    | 1131 | 32,27% |
| 2    | Leonel Maciel         | BM Encantada Cuenca    | 343    | 991  | 34,61% |
| 3    | David Bruixola        | CB Puerto Sagunto      | 310    | 1073 | 28,89% |
| 4    | César Almeida         | BM Granollers          | 296    | 981  | 30,17% |
| 5    | Carlos Calle          | CD Atlético Valladolid | 270    | 898  | 30,00% |

Remarque : Gonzalo Pérez de Vargas possède le meilleur pourcentage d'arrêt de la saison avec 209 arrêts sur 547 tirs, soit 38,21 % d'arrêt.